# اندیس آنومالی جبال بارز
آنومالی جبال بارز یک اندیس فلزی است که در حوالی شهر جبال بارز استان کرمان قرار دارد و مادهٔ معدنی موجود در آن، طلا است.سنگ میزبان این اندیس گرانودیوریت، گرانیت، کوارتزدیوریت، توف است  در این اندیس، پاراژنز‌های شئلیت، کالکوپیریت، گالن، پیریت، باریت، گارنت، لیمونیت، مالاکیت یافت می‌شوند.